# Jeffrey Lay
Jeffrey Lay, född den 6 oktober 1969 i Ottawa i Kanada, är en kanadensisk roddare.
Han tog OS-silver i lättvikts-fyra utan styrman i samband med de olympiska roddtävlingarna 1996 i Atlanta.